# Alais, Iselda i Carenza
Alais i Yselda (o Iselda, d’Isold) eren dues joves nobles trobairitz, probablement germanes o monges, que van escriure un tençó occità amb una dona gran anomenada Carenza. El seu poema comença Na Carenza al bel cors avinen ("Na Carenza del cos encantador i amable"), i les dues primeres estrofes van ser compostes per Alais i Yselda. Són les dues darreres estrofes, compostes per Carenza, les més difícils d’interpretar. Magda Bogin i Peter Dronke han interpretat la primera línia de les seves estrofes començant per la forma N'Alais i na Iselda. No obstant això, hi ha una interpretació alternativa que veu la forma com a "N'Alaisina Iselda". Sota aquesta interpretació, hi ha dos, no tres, interlocutors al poema: Carenza i Alaisina Yselda (de vegades Alascina, ambdós diminutius d’Alais). Dins del poema, a favor de la multiplicitat de dones més joves hi ha la frase nos doas serors ("nosaltres dues germanes"), però en contra hi ha l'ús continu de la primera persona del singular. El poema es conserva enmig d'una col·lecció de cobles en un sol cançoner italià.
Qui el va escriure, Na Carenza al bel cors avinen és complex i eludeix la comprensió completa. Bogin va arribar a classificar les darreres quatre línies de la part de Carenza com a trobar clus, convertint-lo en el segon exemple de la literatura trobairitz després de la de Lombarda. La llengua és religiosa en alguns llocs (gran penedenza, gran penitència) i en altres col·loquials (las tetinhas, els pits). La referència de Carenza al matrimoni amb el Coronat de Scienza ("Coronat amb coneixement") ha generat polèmica. La frase obscura és potser un nom càtar o gnòstic per a Jesucrist, però potser només un senhal (significant) coloridament ortodox per a Déu. Paral·lelament a la dicotomia lèxica col·loquial/religiosa és el contrast general en el tenor entre les porcions "greus" i "lúdiques" del text. Les referències als pits caiguts de Carenza s'equilibren amb la súplica de les germanes per obtenir respostes a les seves preguntes sobre decisions matrimonials.
Segons Bogin, Carenza aconsella als seus interlocutors que evitin el matrimoni terrenal i "es casin amb Déu". Sota la interpretació de Pierre Bec, però, Carenza recomana casar-se amb un clergue educat, que apreciarà la virginitat i li donarà un fill gloriós (filh glorios). Renat Nelli explica tot el debat com un exercici càtar de renúncia mundana, mentre que Angelica Rieger el tracta com un debat tradicional tenso sobre el valor del matrimoni. Potser la interpretació més poc convencional ha estat proposada per Patrician Anderson. Anderson teoritza que la peça és una sàtira de Midons ("milady"), que tria un convent per una vanitat (un dels aspectes principals de les estrofes de les germanes és el pes físic del matrimoni de la dona). Carenza representa, per tant, la verge, Alais la camperola i Iselda la nobla; junts són "totes les dones".
Intertextualment, Na Carenza té vincles amb obres d'Arnaut de Maruelh i amb la cort d'Azalais, filla de Ramon V de Tolosa i esposa de Roger II Trencavell. Existeixen traduccions a l’anglès de Bogin (1976), Dronke (1984) i Rieger (1992).